# CTSO
CTSO (англ. Cathepsin O) – білок, який кодується однойменним геном, розташованим у людей на короткому плечі 4-ї хромосоми.  Довжина поліпептидного ланцюга білка становить 321 амінокислот, а молекулярна маса — 35 958.
| 10         |  | 20         |  | 30         |  | 40         |  | 50         |
| ---------- |  | ---------- |  | ---------- |  | ---------- |  | ---------- |
| MDVRALPWLP |  | WLLWLLCRGG |  | GDADSRAPFT |  | PTWPRSRERE |  | AAAFRESLNR |
| HRYLNSLFPS |  | ENSTAFYGIN |  | QFSYLFPEEF |  | KAIYLRSKPS |  | KFPRYSAEVH |
| MSIPNVSLPL |  | RFDWRDKQVV |  | TQVRNQQMCG |  | GCWAFSVVGA |  | VESAYAIKGK |
| PLEDLSVQQV |  | IDCSYNNYGC |  | NGGSTLNALN |  | WLNKMQVKLV |  | KDSEYPFKAQ |
| NGLCHYFSGS |  | HSGFSIKGYS |  | AYDFSDQEDE |  | MAKALLTFGP |  | LVVIVDAVSW |
| QDYLGGIIQH |  | HCSSGEANHA |  | VLITGFDKTG |  | STPYWIVRNS |  | WGSSWGVDGY |
| AHVKMGSNVC |  | GIADSVSSIF |  | V          |  |            |  |            |

A: Аланін

C: Цистеїн

D: Аспарагінова кислота

E: Глутамінова кислота

F: Фенілаланін

G: Гліцин

H: Гістидин

I: Ізолейцин

K: Лізин

L: Лейцин

M: Метіонін

N: Аспарагін

P: Пролін

Q: Глутамін

R: Аргінін

S: Серин

T: Треонін

V: Валін

W: Триптофан

Кодований геном білок за функціями належить до гідролаз, протеаз, тіолових протеаз. 
Локалізований у лізосомі.